# Emil Reinke

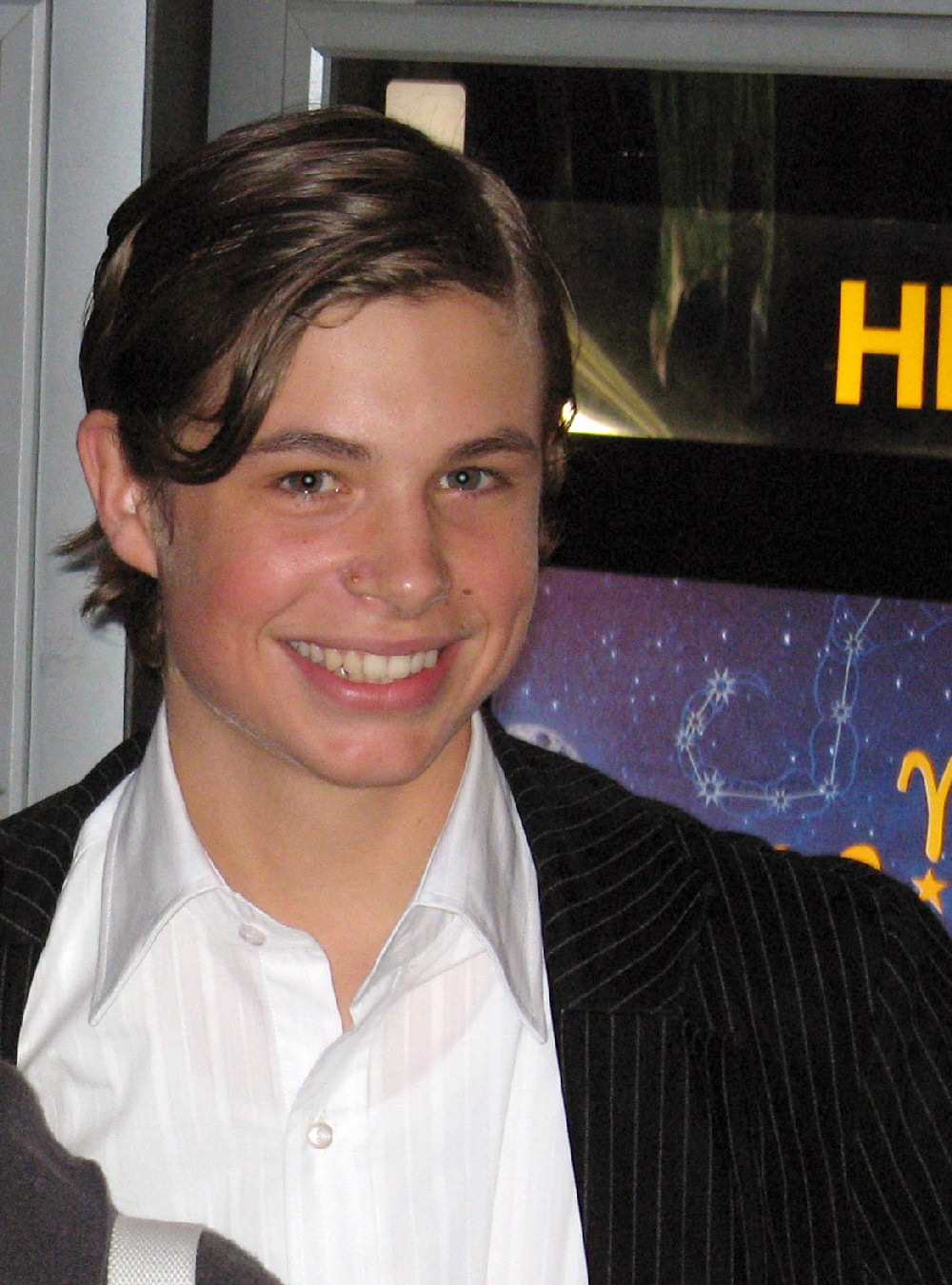
Emil Reinke (2007)

Emil Reinke (* 20. Juni 1990 in Berlin) ist ein deutscher Schauspieler und Musiker. Er ist zudem der Sohn des Rammstein-Gitarristen Paul Landers.

## Karriere
Einem größeren Kreis wurde Reinke 2006 als Nils Schneider in der ARD-Serie Türkisch für Anfänger bekannt. Bereits 1997 spielte er in dem Kurzfilm Das Geschenk des Regisseurs als Jan Ö. Meier mit, 2003 hatte er eine Rolle in einem Musikvideo der Band Die 3. Generation.
2007 kam der Film Max Minsky und ich in die Kinos. In der Verfilmung von Holly-Jane Rahlens’ Roman, der 2003 den Deutschen Jugendliteraturpreis gewann, spielte Emil Reinke die Rolle des Maximilian Minsky.
Seit 2015 ist Reinke Mitglied des Berliner Elektro-Duos twocolors, welches mit Lovefool, einem Cover des 1996 erschienenen Hits der schwedischen Band The Cardigans,  2020 Erfolge erzielen konnte.

## Filmografie (Auswahl)
- 1998: Das Geschenk
- 2006–2007: Türkisch für Anfänger (Fernsehserie, 17 Folgen)
- 2007: Max Minsky und ich
- 2008: Der Amokläufer – Aus Spiel wird Ernst
- 2009: Krupp – Eine deutsche Familie
- 2009: Mama kommt!
- 2010: Großstadtrevier (Fernsehserie, Folge  Von Männern und Musen)
- 2010: Liebe am Fjord (Fernsehreihe, Folge Der Gesang des Windes)
- 2009: Nachhilfe in Sachen Liebe
- 2010:  Zurück zum Glück
- 2010: Bella Vita
- 2011: Kann denn Liebe Sünde sein?
- 2011: SOKO Leipzig (Fernsehserie, Folge Kriegstage)
- 2013: Rosamunde Pilcher: Zu hoch geflogen
- 2014: Sechse kommen durch die ganze Welt
- 2014: Morden im Norden (Fernsehserie, Folge Revolverheld)
- 2017: Tatort: Söhne und Väter